# Іов Потьомкін
Архієпископ Іов (в миру Яків Петрович Потьомкін; *22 липня 1752, Ніхолажі, Демидовський район, Смоленська область — †28 березня 1823, Катеринослав, сучасний Дніпро) — церковний діяч Російської імперії, єпископ Відомства православного сповідання Російської імперії. В Україні був архієпископом Катеринославським.

## Біографія
Народився 22 липня 1752 в селі Ніхолажі Смоленської губернії в сім'ї полковника.
Освіту здобув у сухопутному шляхетському корпусі, який закінчив у чині поручика.
У 1779 році таємно від батьків прийняв чернецтво в одному з молдавських монастирів. У 1784 році висвячений у сан ієромонаха в Яссах.
З 1785 року — ігумен Городищенського Успенського монастиря в Бессарабії.
У 1789 році єпископом Амвросієм (Серебренниковим) піднесений у сан архімандрита.
27 лютого 1793 хіротонізований на єпископа Феодосійського та Маріупольського, вікарія Катеринославської єпархії.
На самому початку свого управління єпархією у ставленні до духовенства застосовував такі суворі заходи, що заслужив сувору догану від Святійшого Синоду. Після цього він став поводитися обережніше, але характеру свого не змінив.
З 13 травня 1796 — архієпископ Мінський і Волинський.
Історичне значення преосвященного Іова визначається його діяльністю на Мінській кафедрі. Мінська кафедра, тільки що започаткована 13 квітня 1793, мала абсолютно особливі умови життя Православ'я під пануванням Польщі.
За архієпископа Іові освітній процес в Слуцькій семінарії входить в стабільне русло. У 1803 році відкрилися вищі філософський і богословський класи. Кількість учнів неухильно зростало і в 1809 році становило 146 осіб.
П'ятнадцятирічне управління преосвященного Іова Мінською єпархією ввело єпархіальне життя в ній в звичайні рамки життя інших єпархій.
Він перевів зі Слуцька в місто Мінськ архієрейську кафедру і консисторію.
Під його безпосереднім контролем відремонтовані всі церковні будівлі, які мали потребу в ремонті, упорядковано влаштування кладовищ і т.д.
7 лютого 1812 переведений на Катеринославську кафедру.
1817 року «за деятельное споспешествование Библейскому Обществу» отримав алмазний хрест на клобук.
Помер 28 березня 1823. Похований у склепі Самарського (під Катеринославом) заміського архієрейського будинку.